# Palais de l'Aljaferia
Le palais de l'Aljaferia (en espagnol : Palacio de la Aljafería ; en arabe : قصر الجعفرية, Qasr Aljafariya) est un palais fortifié construit durant la seconde moitié du XIe siècle, à l'époque d'Al-Muqtadir, à Saragosse, en tant que résidence des rois Banu Hud. Il reflète la splendeur de la taïfa de Saragosse au moment de son apogée politique et culturelle.
Son importance réside en ce qu'il est l'unique témoignage conservé d'un grand édifice de l'architecture islamique en Espagne à l'époque des Taïfas. Avec la mosquée de Cordoue (Xe siècle) et le chant du cygne de la culture islamique que fut l'Alhambra de Grenade (XIVe siècle), nous devons inclure dans la triade de l'architecture hispano-musulmane l'Aljaferia de Saragosse comme parfait exemple de réalisation de l'art taïfa de la période intermédiaire des royaumes indépendants antérieurs à l'avènement des Almoravides.
Arabo-musulmane depuis 714, Alphonse Ier le Batailleur conquit Saragosse en 1118. Le palais servit de résidence aux rois catholiques d'Aragon, dont l'Aljaferia devint le principal élément de diffusion de l'art mudéjar aragonais. Il devint la résidence royale de Pierre IV le Cérémonieux. Postérieurement, en 1492 fut menée la reconversion des appartements de l'étage principal en palais des rois catholiques.
En 1593, fut mise en chantier une autre reconversion qui en fit une forteresse militaire, dans un style Renaissance (que l'on peut observer dans l'environnement, les fossés et les jardins), et plus tard encore, une caserne. Le palais eut encore à subir d'autres transformations et déprédations, en particulier durant le siège de Saragosse de la guerre d'Indépendance, jusqu'à sa restauration dans la seconde moitié du XXe siècle. Le palais est actuellement le siège des Cortes d'Aragon.
À l'origine, la construction fut menée à l'extérieur de l'enceinte romaine, sur l'esplanade appelée La Almozara, où les Musulmans s'entraînaient à de grandes parades militaires. Avec l'expansion de la ville, le palais se trouva peu à peu inclus dans le tissu urbain. On a pu cependant aménager une étroite zone paysagée qui l'isole, entre autres, de l'autoroute voisine.

## Historique
L'Aljaferia fut la résidence des rois Banu Hud (en arabe : بنو هود), une dynastie arabe de la taïfa de Saragosse entre 1039 et 1110, puis celle des rois catholiques d'Aragon, avant d'être affectée aux services de l'Inquisition.
Durant la Guerre civile espagnole, le palais de l'Aljaferia servit de prison : de nombreux républicains, socialistes, communistes y furent enfermés. Une fois la guerre civile terminée, le régime franquiste continua à l'utiliser comme prison.
L'Aljaferia abrite aujourd'hui le siège du parlement d'Aragon.

## Description
Ce palais, avec son décor de stucs peints, est le reflet de la splendeur atteinte par le royaume-taïfa de Saragosse.
Les aménagements et agrandissements continus, du XIIe au XIVe siècle, furent le principal foyer de rayonnement et d'inspiration de l'art mudéjar aragonais.
De structure quadrangulaire, l'enceinte est composée de grosses tours semi-circulaires, à l'exception de l'une d'entre elles, rectangulaire, nommée « tour du Trouvère » (Torreón del Trovador).
L'édifice a subi plusieurs agrandissements à la fin XVe siècle, sous la direction de l'architecte mudéjar Faraig de Gali. Sous le règne de Philippe II d'Espagne, le palais fut transformé en fort militaire moderne par le siennois Tiburzio Spannocchi.

## La tour du Trouvère

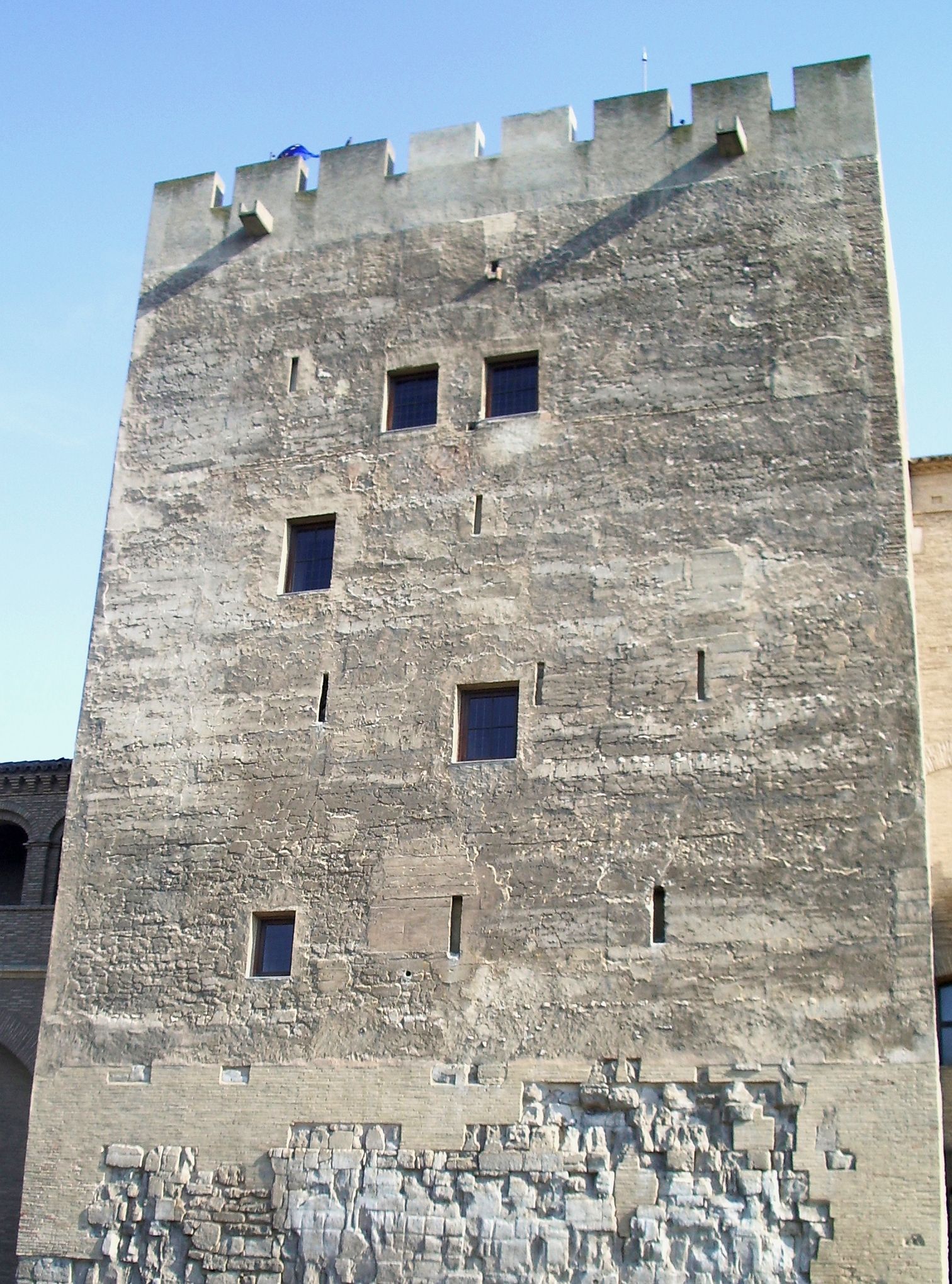
Tour du Trouvère.

Le plus ancien édifice de l'Aljaferia est la Tour du Trouvère, nom qui lui est donné à la suite d'une œuvre dramatique d'Antonio García Gutiérrez, Le Trouvère, de 1836. Ce drame inspira Giuseppe Verdi, pour son opéra Il Trovatore, de 1853.
Il s'agit d'une tour défensive datant de la fin du IXe siècle (de la seconde moitié du Xe siècle, selon Bernabé Cabañero Subiza). Sur la forme de base quadrangulaire s'élèvent cinq étages, édifiés durant la période où gouverna le premier Toujibide, Muhammad Alanqar (es), nommé par Muhammad Ier, émir indépendant de Cordoue.
La tour conserve des vestiges de la base formée d'épais murs de pierres de taille d'albâtre sur laquelle s'élèvent des murs coffrés de béton simple composé de plâtre et de chaux, qui s'affinent en gagnant de la hauteur. Depuis l'extérieur, on ne devine pas la division interne en cinq étages : la tour se présente comme un immense prisme plein, seulement percé de quelques meurtrières. On entrait dans la tour par une petite porte située en hauteur, l'accès ne pouvait se faire qu'avec une échelle mobile. Sa fonction première était donc, grâce à ces indices, principalement militaire.

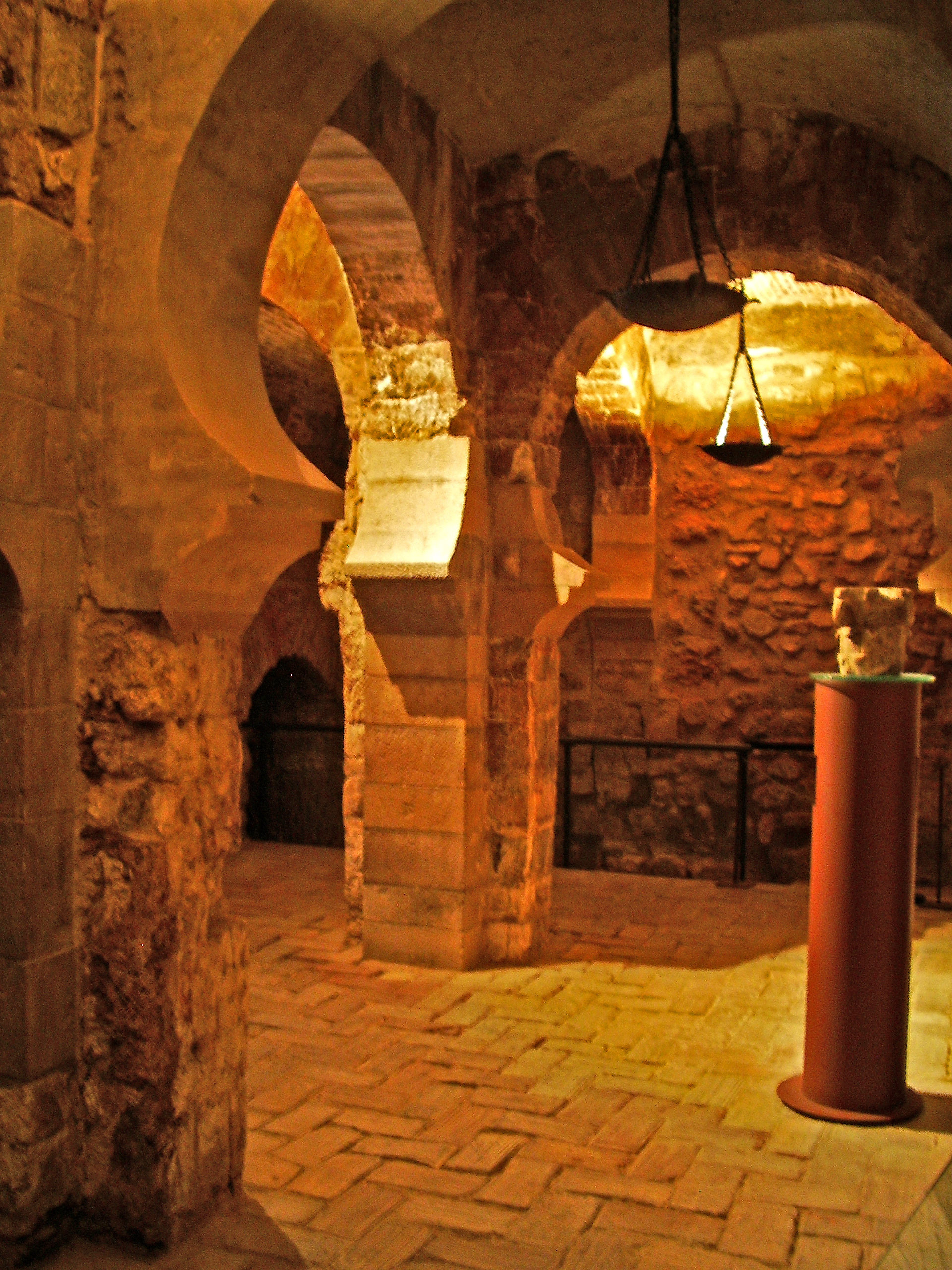
Premier étage. On appréciera les arcs en fer à cheval du IXe siècle.

Le premier étage conserve la structure de construction du IXe siècle, composé de deux nefs et six pièces séparées par deux piliers tracés en forme de croix, desquels naissent des arcs en plein-cintre outrepassé. Cette structure simple donne une vue équilibrée, rappelant les plafonds des mosquées califales. Sa fonction a certainement été militaire.
Le deuxième étage est tracé sur le même schéma spatial. On observe des vestiges de l'artisanat musulman du XIe siècle sur les briques, ce qui indique que cet étage a pu être reconstruit en même temps que le palais, à l'époque d'Al-Muqtadir de Saragosse. Au troisième étage, dont la structure remonte également au XIe siècle, avec les arcs en fer à cheval (plein-cintre outrepassé), on peut observer, peints sur le plafond, des motifs géométriques mudéjars, dans lesquels on peut lire les noms d'Énée, Amour et Vénus, et qui datent certainement du XIVe siècle.
L'aspect des deux derniers étages est assez semblable. Leur construction de structure mudéjar est probablement due à l'édification du palais annexe de Pierre IV d'Aragon, relié à la tour par un couloir, ce qui lui donne une configuration de donjon. On trouve déjà la structure chrétienne dans les arcs de ces deux étages, ces arcs étant légèrement pointus et portant des plafonds plats en bois, non voûtés.
Sa fonction durant les IXe et Xe siècles fut celle de tour de garde et de bastion défensif. Une douve l'entourait. Elle fut intégrée par les Houdides à la structure du château-palais de la Aljafería, constituant une des tours de l'enceinte défensive de la façade nord de la forteresse. Lors de la Reconquista, elle était utilisée comme donjon puis, en 1486, l'Inquisition la transforma en prison. Cette tour-prison fut également utilisée durant les XVIIIe et XIXe siècles, ce dont témoignent les nombreux graffiti.

## Le palais taïfa

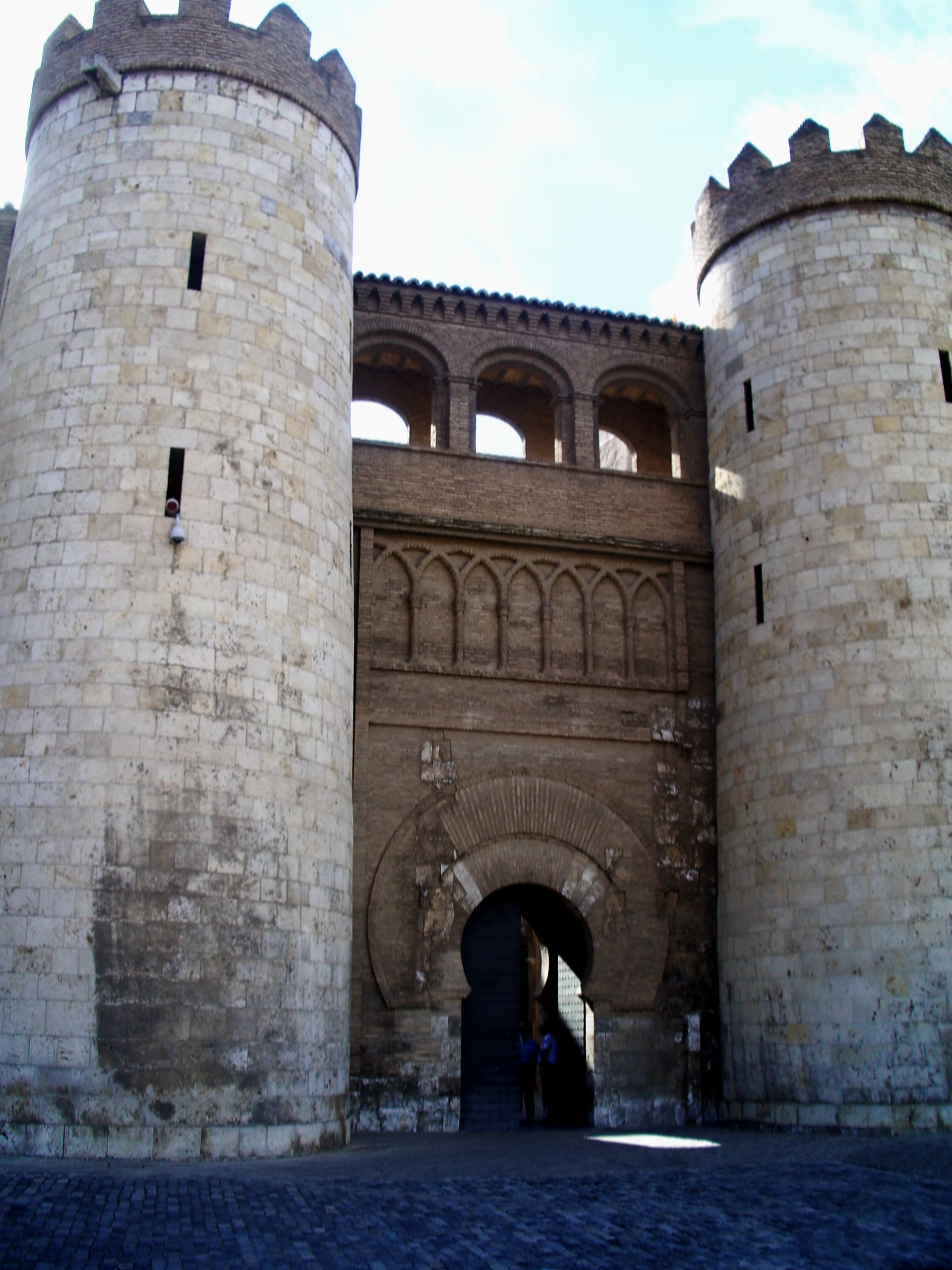
Portail d'accès au palais de l'Aljaferia.

La construction du palais — réalisée majoritairement entre 1065 et 1081 — fut ordonnée par Abú Ya'far Ahmad ibn Sulaymán al-Muqtadir Billah, connu sous son titre honorifique de Al-Muqtadir, (le puissant), second monarque de la dynastie des Houdides, comme symbole de pouvoir de la taïfa de Saraqusta, Sarragosse. Le roi décrit lui-même son palais comme « Qasr al-Surur » (Palais de la Joie) et la salle du trône qu'il présidait lors des réceptions, « Maylis al-Dahab » (Salon Doré), comme en témoignent les vers suivants composés par le monarque :
Ô Palais de la Joie!, ô Salon Doré!

Grâce à vous, je suis au sommet de mes désirs.

Et même si mon royaume ne comportait d'autres choses,

Vous êtes tout ce que je pourrais vouloir.
On trouve pour la première fois le nom de Aljafería dans un texte d'Al-Yazzar as-Saraqusti (es) (entre 1085 et 1100) — qui transmet également le nom de l'architecte du palais taïfa, le slave Al-Halifa Zuhayr — et dans un autre de Ibn Idhari de 1109, dérivant du nom de Al-Muqtadir, Abu Ya'far, et de «Ya'far», «Al-Yafariyya», qui évolua en «Aliafaria» et de là, «Aljafería».
La disposition générale du palais adopte l'archétype des châteaux omeyyades du désert de Syrie et de Jordanie de la première moitié du VIIIe siècle, (comme celui de Qasr al-Hayr al-Sharqi, Msatta, Khirbat al-Mafjar et celui de la première étape abbasside, le château de Ujaydir), de base carrée surplombée de tours semi-circulaires sur les pans. L'espace central tripartite offre trois espaces rectangulaires : l'espace central est formé par un patio avec des bassins. Aux extrêmes se trouvent les salons et les appartements de la vie quotidienne.

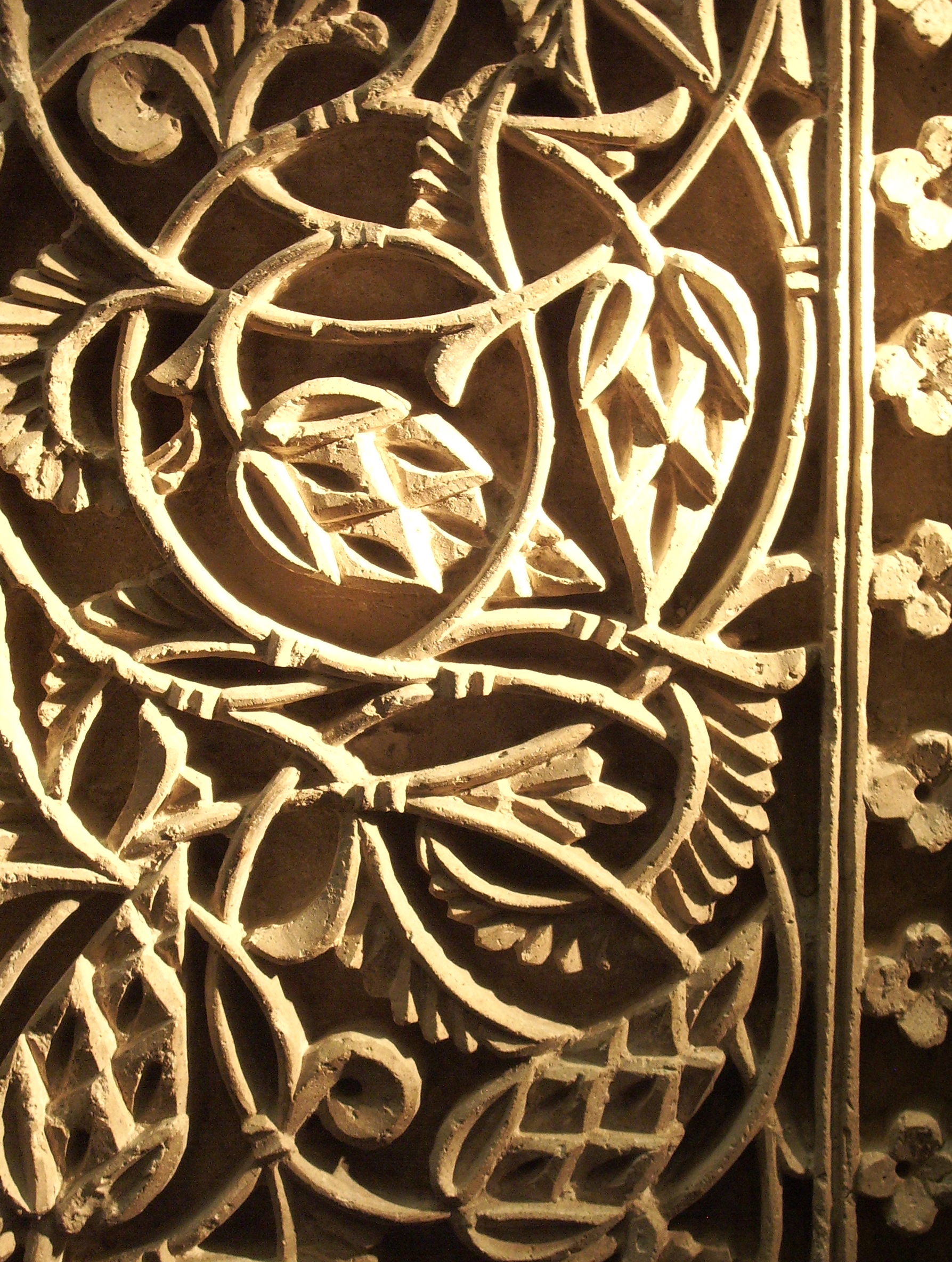
Ornementation florale en plâtre, XIe siècle

L'architecture de l'Aljafería rend hommage à ce modèle de château-palais : la zone noble est située sur le segment central de la base carrée, bien que l'alignement des côtés ne soit pas régulier. C'est le rectangle central qui accueille les appartements princiers, organisés autour d'un patio muni de bassins d'eau potable face aux portiques nord et sud d'où partent les salons royaux.
Aux extrêmes nord et sud se situent les portiques et appartements. Le secteur nord est le plus important : à l'originelle s'élevait un deuxième étage, dont la salle était plus profonde, précédée par une façade principale ouverte formée de colonnes et très richement décorée. Cette façade s'étendait en deux bras, sous forme de deux pavillons sur les flancs, et servait de portique pour les représentations théâtrales de la salle du trône (le salon doré des vers d'Al-Muqtadir), situé au fond. Cette structure permettait un jeu sur les différentes hauteurs et les volumes cubiques qui commençaient par les couloirs perpendiculaires des extrêmes ; le jeu s'amplifiait avec la présence du deuxième étage et la tour du Trouvère qui donnait du volume au fond pour un spectateur situé dans le patio. Tout cela se reflétait dans le bassin, mettant en valeur les zones princières et à l'extrême est, la façade nord d'une petite mosquée privée et son mihrab.
À l'intérieur du Salon Doré, au centre du mur nord, on voit un arc aveugle - c'est là que se tenait le roi - ornementé d'un motif géométrique traditionnel imitant les jalousies de la façade du mihrab de la Grande mosquée de Cordoue, édifice clé par son influence. Ainsi, depuis le patio, il apparaissait à moitié caché par les trames de colonnes, autant les colonnes principales, donnant accès au Salon Doré, que celles du portique contigu. Cette configuration donnait un aspect de jalousies, une illusion de profondeur, provoquant l'admiration du visiteur et conférant du prestige à la figure du monarque.

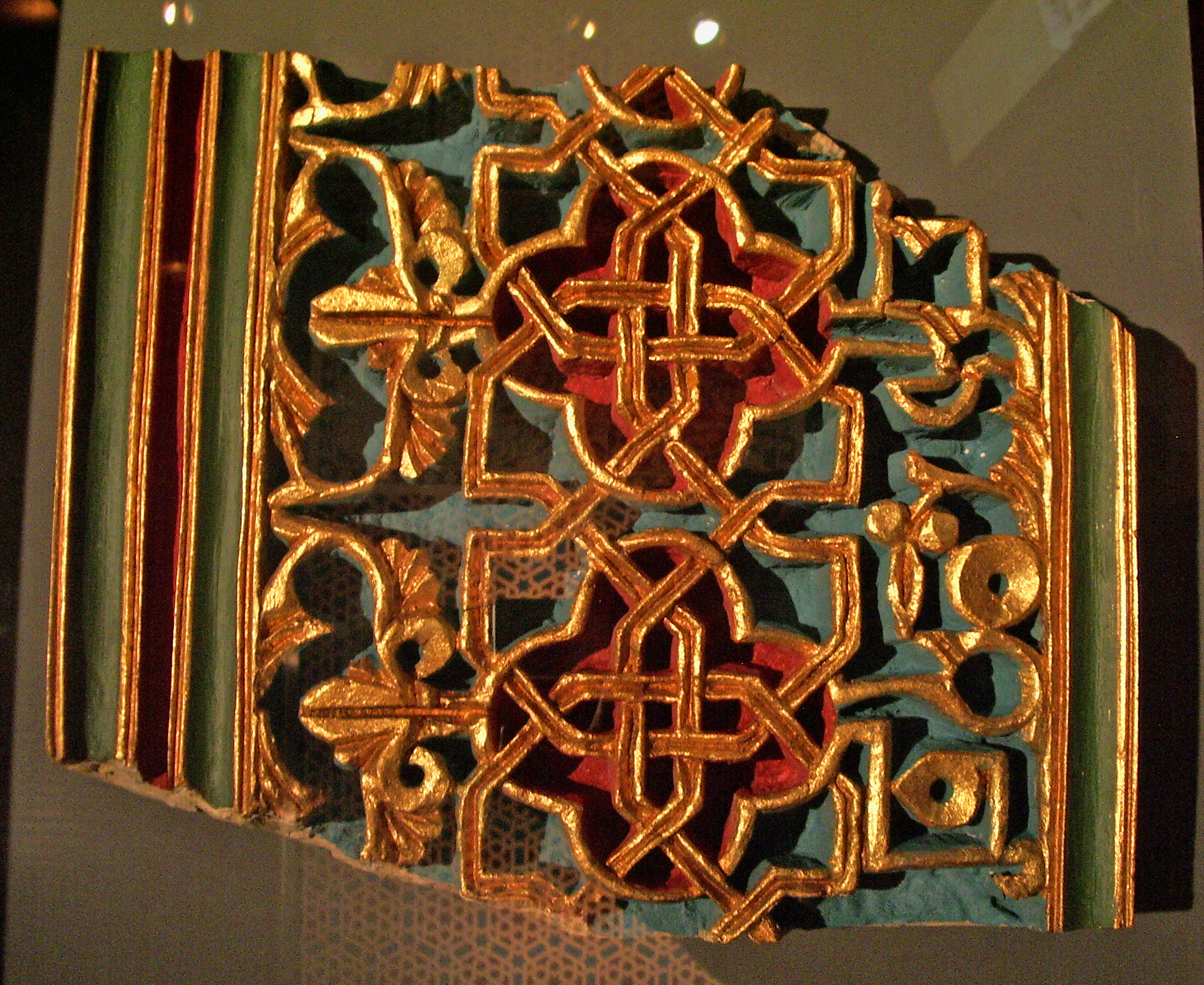
Reconstruction de la polychromie d'un panneau de décoration géométrique en plâtre.

Pour se faire une idée de l'aspect du palais à la fin du XIe siècle, il faut imaginer que tous les reliefs de motifs végétaux, géométriques et épigraphiques étaient peints en plusieurs couleurs où dominaient le rouge et le bleu pour les fonds, le doré pour les reliefs. Avec les plinthes en albâtre et leur décoration épigraphique ainsi que les sols en marbre blanc, l'ensemble donnait une impression de grande richesse et majesté.
Les divers avatars frappant l'Aljafería ont fait disparaître de cette disposition du XIe siècle une grande partie des stucs qui composaient la décoration et, avec la construction du Palais des Rois Catholiques en 1492, le deuxième étage complet, ce qui élimina le couronnement des arcs taïfa. Dans la restauration actuelle, la couleur des ornements en plâtre est plus foncée que l'originale, les finitions de la décoration des arcs sont blanches et lisses ; cependant, la structure reste intacte.
La décoration des murs du Salon Doré a majoritairement disparu, cependant des restes des ornementations sont conservés au musée de Saragosse ainsi qu'au musée archéologique national de Madrid. Francisco Íñiguez commença la restauration, replaçant les décorations existantes dans leur lieu d'origine et reprenant des moulages complets des arcs du portique sud.
Tels étaient les fonctions et l'aspect du palais des Houdides au XIe siècle. Il convient maintenant de détailler les parties les plus importantes de l'édifice tel qu'il se présente actuellement.

### Les pièces du côté nord

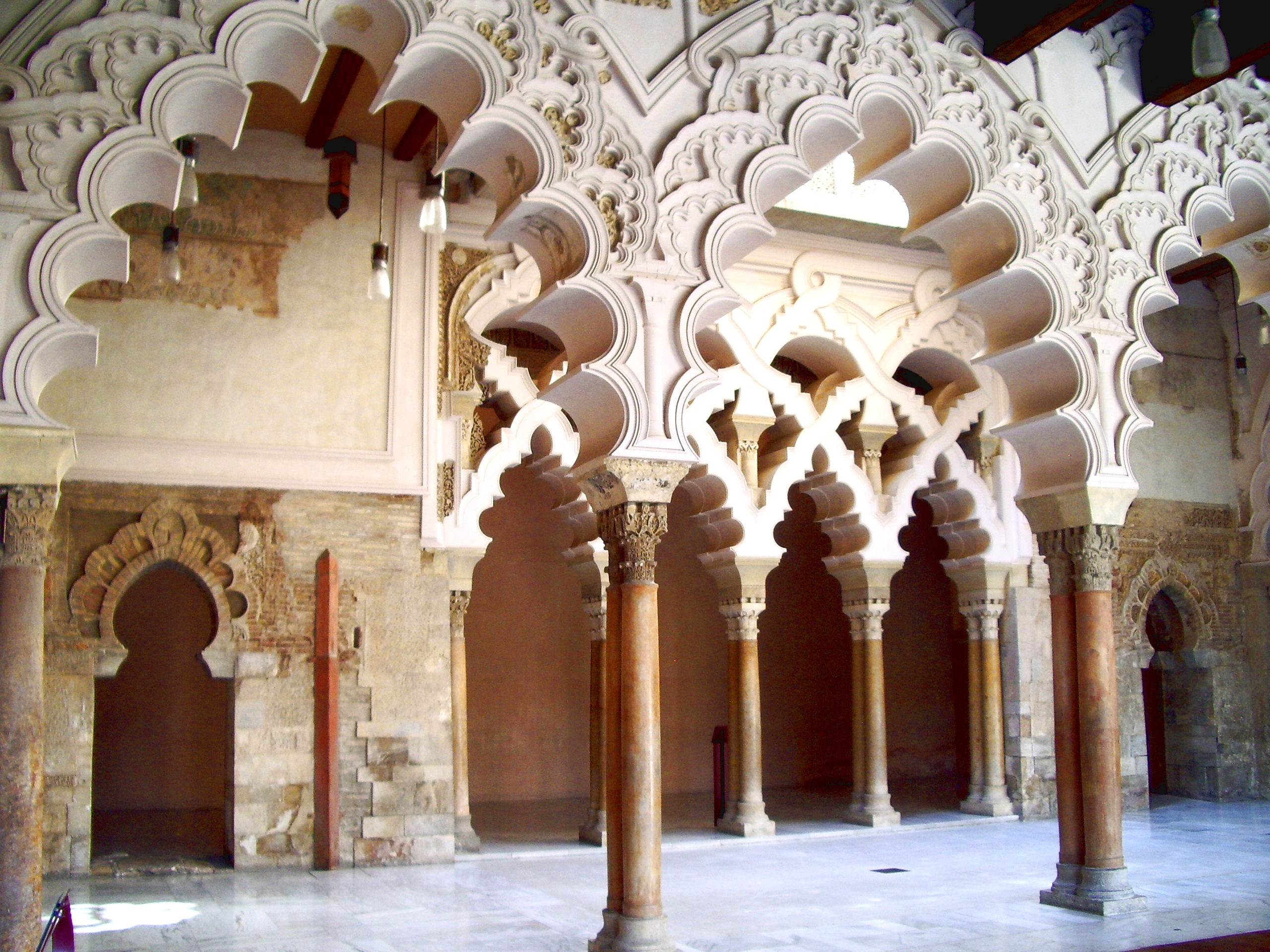
Pièces du côté nord, le triple accès au Salon Doré.

Cette dépendance nord est l'ensemble le plus important d'appartements du palais de l'époque houdide, puisqu'elle comprend le Salon du Trône ou Salon Doré et la petite mosquée privée située sur l'aile est du portique d'accès qui sert d'antichambre à l'oratoire. Le mihrab est situé à l'intérieur, dans l'angle sud-est, donc orienté en direction de La Mecque, point commun de toutes les mosquées, sauf celle de Cordoue.
Les sols des dépendances royales étaient en marbre cerclés par des plinthes en albâtre. Les chapiteaux étaient en albâtre, sauf certains en marbre réutilisés de l'époque califale. Ces salles sont toutes décorées par une bande d'ornementation épigraphique formée des caractères kufiques reproduisant les sourates coraniques qui font allusion à la signification symbolique des décorations. Les sourates qui correspondent à ces inscriptions ont pu être déduites des fragments subsistants.
Sur deux de ces reliefs calligraphiques, on peut lire le nom d'Al-Muqtadir, grâce auquel on a pu dater la construction du palais, au moins une première partie, entre 1065 et 1080. Il est inscrit textuellement sur l'un : « Ceci [=la Aljafería] a été commandité par Ahmed al-Muqtadir Billáh ».

#### Le Salon Doré

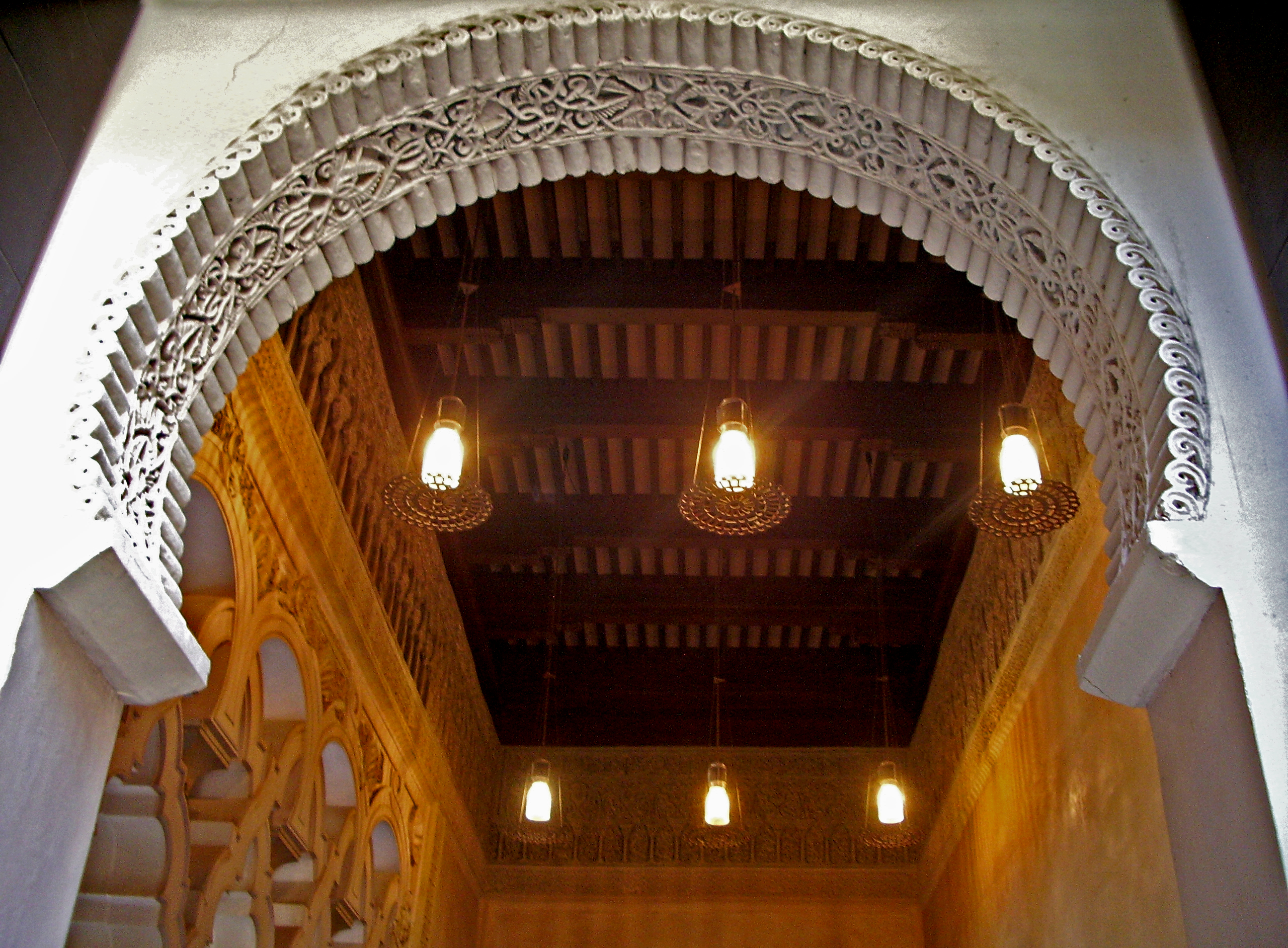
Vue du plafond du Salon Doré depuis la porte de la chambre est. On appréciera l'intrados de l'arc décoré par des ornementations en plâtre.

Aux extrémités est et ouest du salon se trouvent deux pièces qui ont pu être des chambres privées, possiblement utilisées par les rois. Actuellement, la chambre ouest a disparu, elle fut utilisée comme chambre à coucher, également par les rois d'Aragon jusqu'au XIVe siècle.
La majorité des ornementations florales en plâtre qui tapissaient de panneaux décoratifs les murs de ces pièces, ainsi qu'une plinthe d'albâtre de 2,5 m de hauteur et les sols de marbre blanc du palais original sont perdus. Les vestiges qui subsistent, autant dans les musées que les rares que l'on trouve dans le salon, permettent cependant de reconstruire l'aspect de cette décoration polychrome, qui dut, à son époque, être splendide.
Les plafonds à caissons en bois reproduisaient le firmament, le salon dans sa totalité étant une image du cosmos, parsemée de symboles de pouvoir que le monarque de Saragosse exerçait sur l'univers céleste, le présentant ainsi comme héritier des califes.
L'accès au Salon Doré s'effectuait à travers un mur formé de trois embrasures. L'embrasure centrale, très large, est formée de cinq colonnes doubles en marbre. Les chapiteaux en albâtre sont très stylisés, et portent quatre arcs recti-curvilignes entrecroisés, entre lesquels, plus en hauteur, s'enchaînent d'autres arcs de facture moins complexe.

#### Le portique d'entrée au Salon Doré

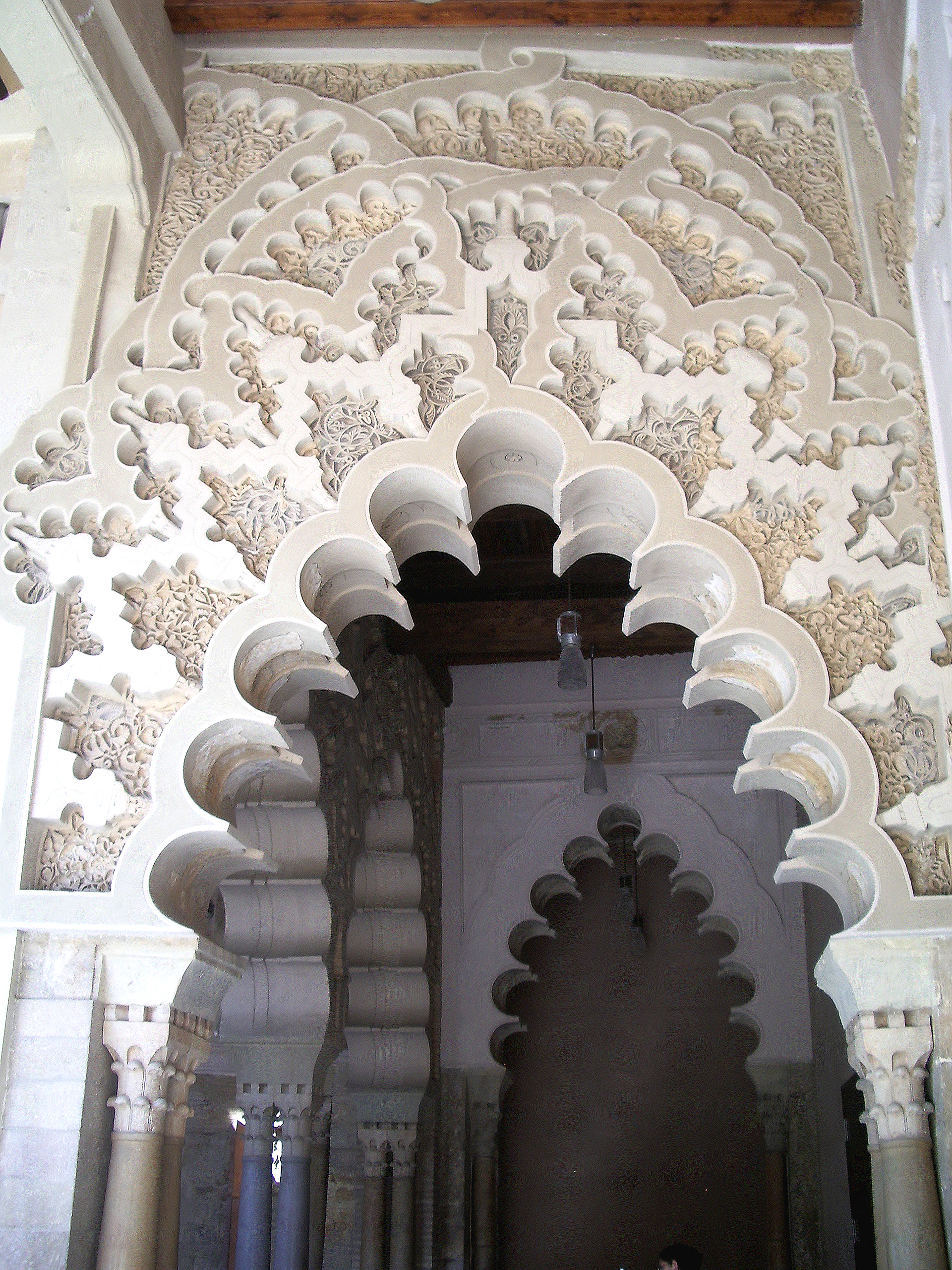
Arc du portique d'entrée.

Vers le sud, on trouve une dépendance de taille relativement identique qui donne sur le patio par un portique de grands arcs polylobulés, c'est-à-dire composés de petits arcs contigus. On retrouve à nouveau un espace tripartite, et les extrémités est et ouest se prolongent perpendiculairement en deux galeries latérales. On accède à ces galeries par d'amples arcs polylobulés qui se terminent chacun en un arc pointé, polylobulé également. L'alfiz, cadre qui entoure l'extérieur de l'arc, est décoré par des bandes complexes enlacées et des reliefs floraux.
Cette structure cherche une apparence de solennité et majesté, faisant contrepoint au peu de profondeur de ces pièces. Sans cela, le spectateur ne pourrait savoir qu'il entre au salon royal. Il faut imaginer que toute l'ornementation en plâtre du palais était polychromée en tons rouge et bleu pour les fonds, les reliefs dorés. Entre les filigranes, on remarque la représentation d'un oiseau, insolite figure zoomorphique dans l'art islamique, soit une colombe, un faisan ou le symbole du roi comme un être ailé.
Les tracés d'arcs recti-curvilignes entrecroisés sont une des caractéristiques de ce palais, ainsi qu'une innovation qui se propagea par la suite dans diverses édifications.
Sur l'aile est du portique, on trouve l'espace sacré, la mosquée : on y accède par une porte inspirée de l'art califal.

#### La mosquée ou pièce oratoire

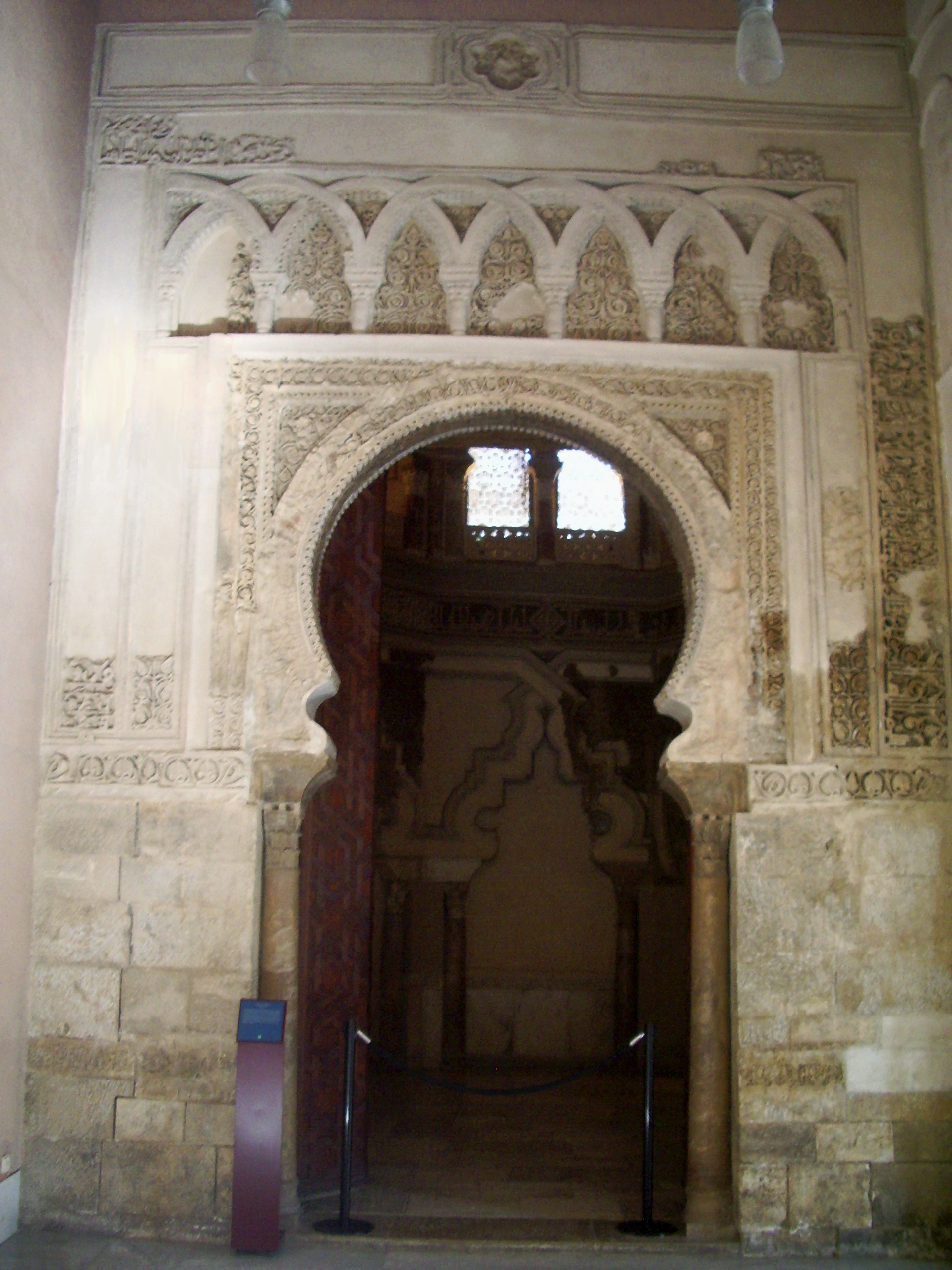
Porte donnant accès à la mosquée.

Du côté ouest du portique d'entrée au Salon Doré se trouve la petite mosquée ou pièce oratoire privée utilisée par le monarque et sa cour. On y accède en traversant une porte se terminant en arc de fer à cheval, inspiré par la Mezquita de Cordoue, mais les premières pierres d'où part l'arc sont en forme d'S, innovation qui sera reprise dans l'art almoravide et nasride. Cet arc s'appuie sur deux colonnes aux chapiteaux en forme de feuilles géométriques, dans la lignée des réalisations de l'art de Grenade mozarabe. L'alfiz est profusément décoré par des motifs végétaux. Une frise d'arcs en plein cintre entrelacés le surplombe.
En entrant dans la salle oratoire, on se retrouve dans un espace réduit, de base carrée, mais les angles sont atténués, donnant la sensation que la pièce est octogonale. Du côté sud-est, orienté vers la Mecque, est placé le mihrab. La partie frontale du mihrab est formée par un arc en fer à cheval très traditionnel, de formes inspirées de Cordoue, des voussoirs alternés décorés de reliefs végétaux, d'autres lisses (originellement peints). Les matériaux nobles du mirhab de Cordoue (mosaïques et maîtres d'œuvre byzantins) sont remplacés à Saragosse, les ressources étant bien moindres que dans la capitale califale, par des stucs en plâtre et polychromie, les couleurs ayant disparu de presque tout le Palais. En revenant à l'arc d'entrée, on apprécie l'alfiz englobant l'extrados. Sur les écoinçons apparaissent en creux deux rosettes godronnées, tout comme la coupole de l'intérieur du mihrab.

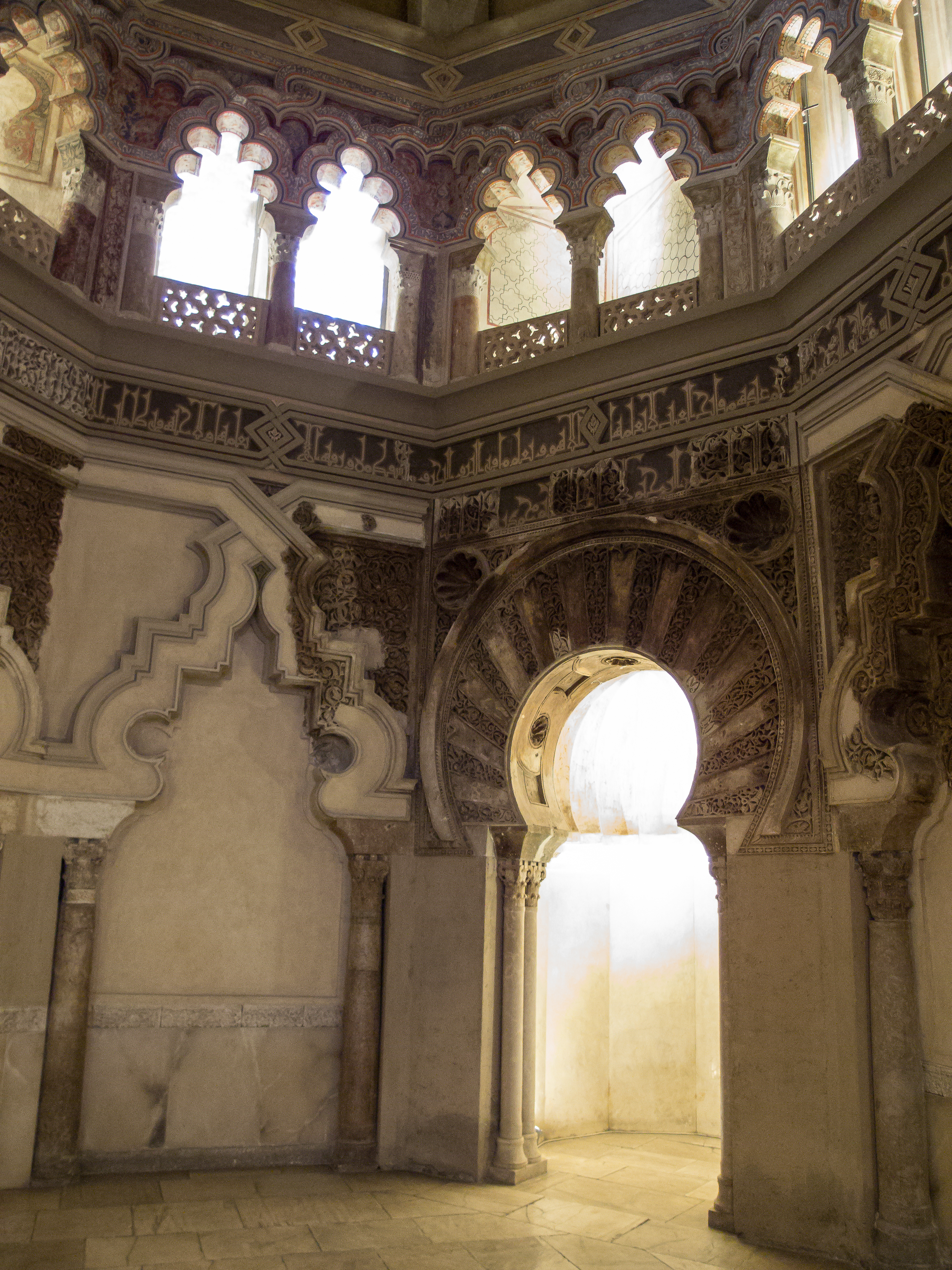
Intérieur de la mosquée. Vue frontale du mihrab.

Le reste des murs de la mosquée est décoré d'arcs recti-curvilignes aveugles entrecroisés et ornés, sur toute leur superficie, d'atauriques végétaux d'inspiration califale. Ces arcs s'appuient sur des colonnes aux chapiteaux de fins entrelacements. Une plinthe formée de dalles carrées de marbre recouvre la partie inférieure des murs.
Cette structure est couronnée par des arcs polylobulés entrecroisés. Ces arcs ne sont pas aveugles dans leur totalité, car les angles aux pans coupés laissent entrevoir les angles de la base carrée.
Cette galerie constitue la seule pièce conservant des vestiges de la décoration pictographique du XIe siècle. Ces motifs ont été récupérés lors de la restauration effectuée par Francisco Íñiguez Almech (es) : ils apparurent en retirant la couche de chaux dont ils furent recouverts lorsque l'Aljafería devint une chapelle chrétienne. Cependant, les travaux, initiés en 1947, répondent à des critères de restauration différents de ceux actuellement en cours, proposant une restitution de tous les éléments à leur aspect original. Les motifs ont été repeints avec de la peinture acrylique, rendant inaccessible la vision du pigment original.
La coupole de la mosquée ne se conserva pas, car le palais des Rois Catholiques fut construit à cette hauteur. Cependant, la structure de base octogonal laisse envisager sans peine une solution copiant au pied de la lettre celles existantes dans la maqsurah de la mosquée de Cordoue, c'est-à-dire une coupole d'arcs en plein cintre s'entrelaçant pour former un octogone en leur centre. La solution apportée par Francisco Íñiguez est, dans ce cas, réversible : il élabora une coupole de plâtre démontable.

### Le Patio de Sainte Isabelle

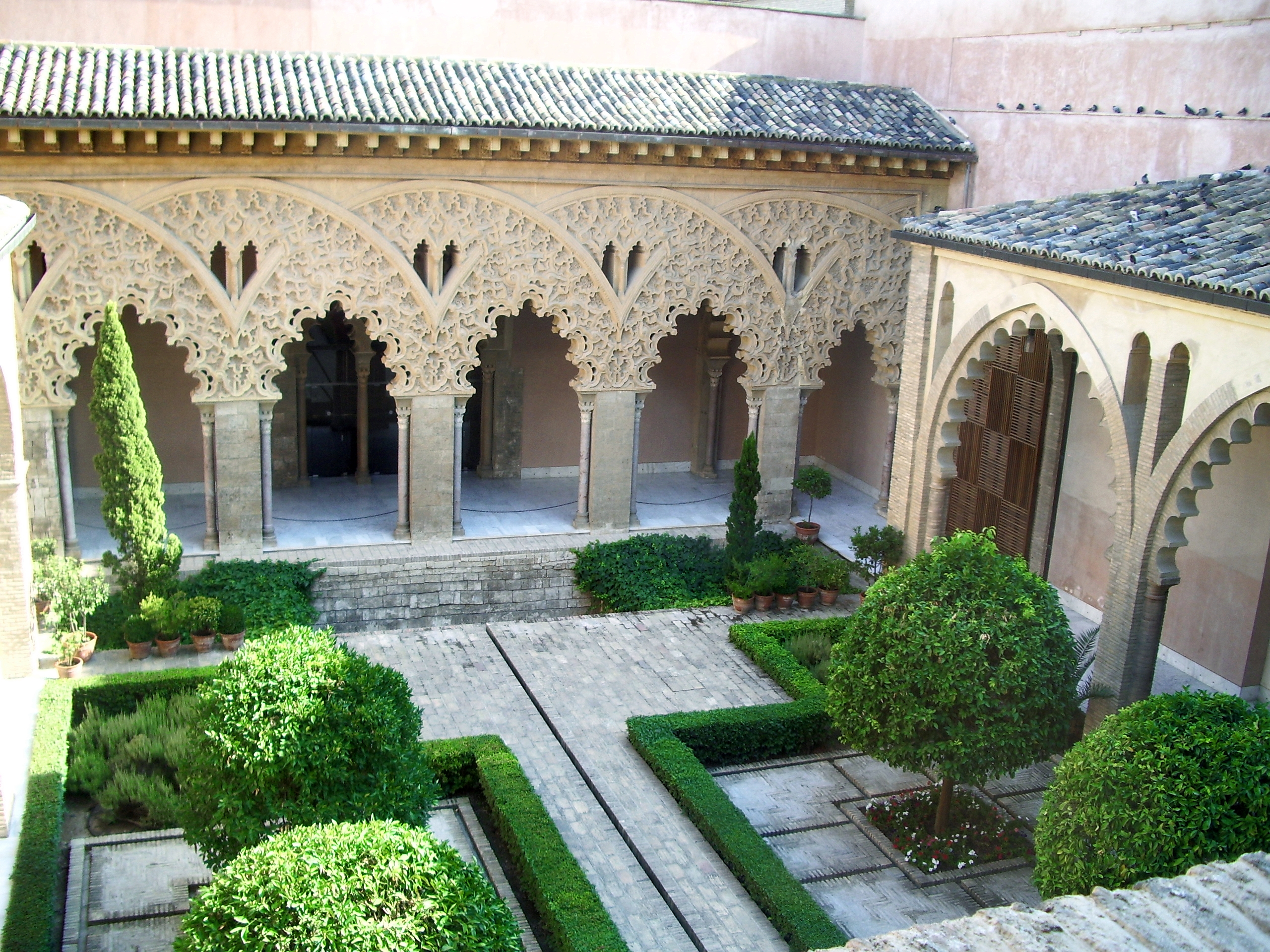
Patio de Sainte Isabelle.

Cet espace ouvert, couvert de jardins est le point d'union du palais taïfa. On pouvait y accéder depuis les portiques nord et sud, et probablement depuis les chambres et dépendances est et ouest.
Son nom procède de la naissance dans le palais de l'infante Isabelle d'Aragon, qui devint en 1282 reine de Portugal. Le bassin sud est conservé tandis que celui du côté nord, datant du XIVe siècle, est recouvert d'un sol en bois. La restauration avait pour intention de rendre au patio sa splendeur originale : on déposa des dalles de marbre sur les chemins entourant les jardins d'orangers et de fleurs.
Les arcades que l'on contemple vers le portique sud ont été restaurées à partir des moulages des arcs originels déposés au Musée archéologique national de Madrid et au Musée de Saragosse. Ces arcs sont ceux démontrant d'une réelle innovation en comparaison aux modèles califaux. Selon Christian Ewert, qui étudia assidûment durant une quinzaine d'années les arcs de la Aljafería, plus les ornementations des arcades sont en relation avec les zones nobles, telles le Salon Doré et la Mosquée, plus la facture traditionnelle cordouane est respectée.

### Les dépendances sud

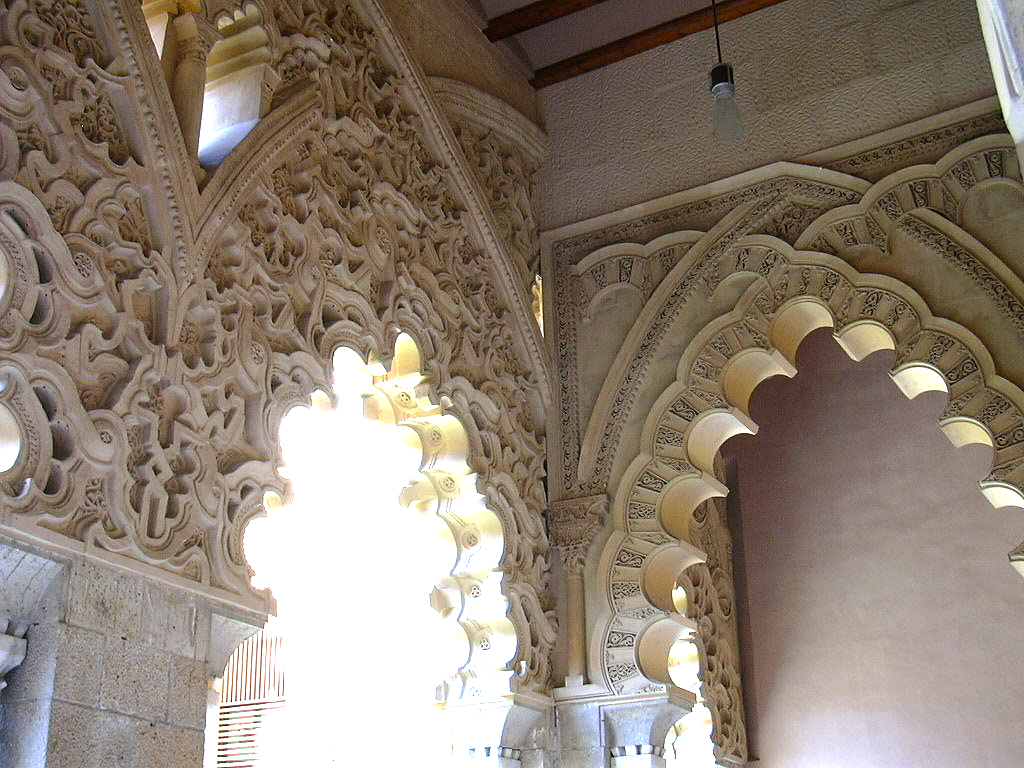
Détails des arcs du portique sud.

Pour compléter la balade dans le palais du XIe siècle, on arrive au portique sud qui, sur son flanc méridional, comporte des arcades donnant accès à deux dépendances latérales. Ce portique était l'antichambre d'un grand salon qui probablement était construit sur la même disposition tripartite que nous avons observée dans le salon nord. De ce salon n'est conservée qu'une arcade d'accès formée par des arcs recti-curvilignes aux décorations géométriques.
Dans cette aire, on observe les distances prises par rapport au modèle de Cordoue et les majeures innovations dans la structure des arcs : les entrecroisements de formes lobulaires et mixtilignes incluant de fins reliefs sur les fûts et chapiteaux jouent une fonction uniquement ornementale
La complexité des entrelacs, des atauriques et des tailles nous amène à une esthétique baroquisante, constituant ainsi un prélude au filigrane de l'art de l'Alhambra et l'admiration dans l'ensemble de l'art andalou.

## Le palais de Pierre IV
Après la prise de Saragosse par Alphonse Ier d'Aragon dit le Batailleur en 1118, la Aljafería fut habilitée comme palais pour les rois d'Aragon et aussi comme église chrétienne. Cette structure n'évolua pas substantiellement jusqu'au XIVe siècle avec l'action de Pierre IV d'Aragon, le Cérémonieux.
Ce roi fit agrandir les dépendances royales en 1336 et ordonna l'édification de l'église de Saint-Martin dans le patio d'accès à l'alcazar. La Aljafería était utilisée à cette époque comme point de départ du chemin menant à la cathédrale Saint-Sauveur de Saragosse, où les rois aragonais se faisaient solennellement couronner et prêtaient serment aux fors.

### L'église de Saint-Martin
L'église de Saint-Martin se construit à partir des pans de murs fortifiés de l'angle nord-est des murailles. Une des tours est même utilisée comme sacristie.
De facture gothico-mudéjare, ce bâtiment se compose de deux nefs, chacune comportant trois tronçons, orientées à l'origine vers l'est. Elles s'appuient sur deux piliers formés de semi-colonnes adossées à mi-hauteur du pilier. Cet agencement est rappelé par les structures de quatre petits arcs contigus qui hébergent le blason des rois d'Aragon sur les pendentifs du portail, érigé dans la première décennie du XVe siècle.

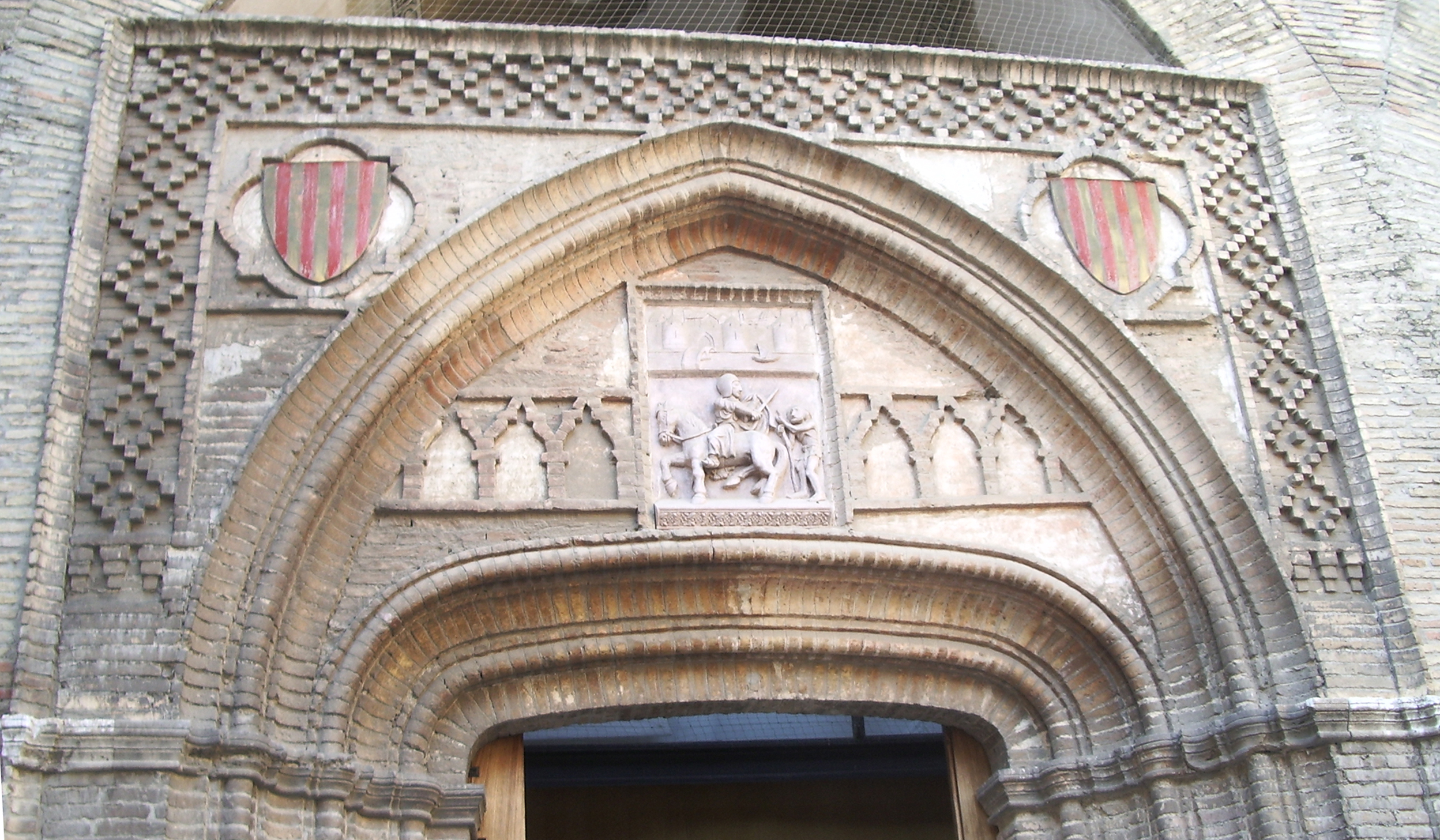
Portail de l'époque de Martin Ier d'Aragon (1399 - 1410).

Les voûtes de ces nefs, formées d'intersections des arcs diagonaux simples, s'appuient sur des arcs-diaphragmes et des arcs formerets : les arcs diagonaux sont ainsi en plein cintre. Sur les versants des voûtes apparaissent des fleurons comportant les blasons de la monarchie aragonaise. La décoration ne conserve que des fragments des peintures originales ainsi que des arcs recti-curvilignes égalisés, inspirés directement du palais musulman.
Le portail mudéjar de briques, construit sous Martin Ier d'Aragon s'ouvre sur la nef sud dans son dernier tronçon.
Ce portail se compose d'un arc en anse de panier surbaissé abrité par un arc pointu aux dimensions plus imposantes. Les deux arcs marquent un double alfiz représentant des motifs formant des ovales.
Les deux médaillons formés par une série de quatre petits arcs abritent le blason du royaume d'Aragon. Sur le tympan, une série d'arcs recti-curvilignes aveugles entrecroisés rappellent les séries d'arcs du palais des rois Bani Hud. Un relief a récemment été incorporé à cette frange.
L'église fut complètement remodelée au XVIIIe siècle : une nef fut érigée, la précédant et recouvrant ainsi le portail mudéjar. Les piliers et murs furent rénovés et crépis selon le style néoclassique. Ces réformes furent éliminées durant les restaurations menées par Francisco Íñiguez. Cependant, grâce aux documents photographiques existants, on peut apprécier une tour qui aujourd'hui apparaît avec un couronnement crénelé s'inspirant de l'église mudéjare, et qui, au XVIIIe siècle, culminait par un chapiteau en forme de bulbe.

### Le palais mudéjar

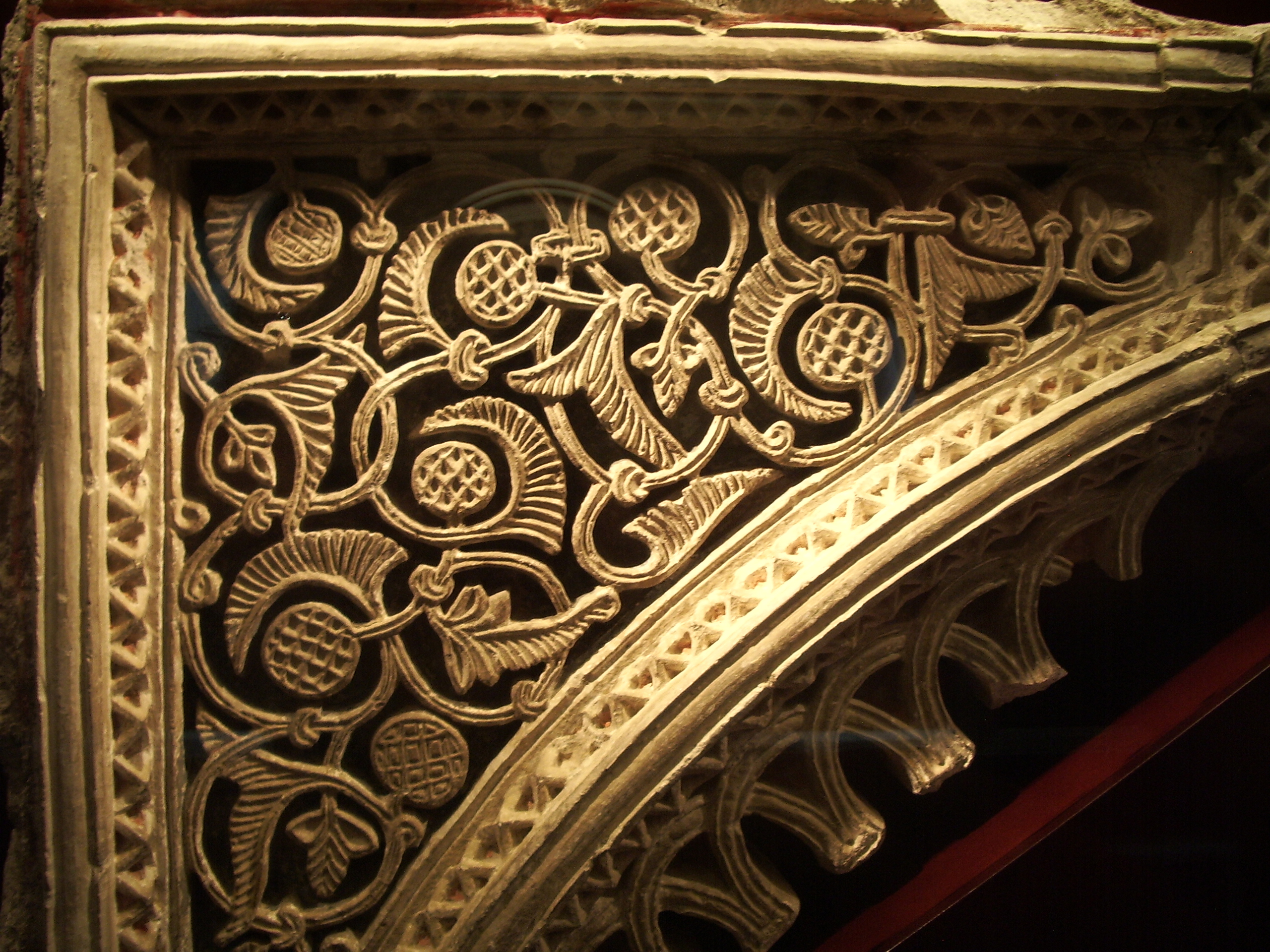
Alfiz et écoinçon mudéjars du XIVe siècle. Palais de Pierre IV d'Aragon.

Il ne s'agit pas d'un palais indépendant, mais bien de l'ampliation du palais musulman qui était toujours utilisé. Pierre IV d'Aragon voulait le doter de salles plus amples, les salons et chambres, car les pièces taïfa étaient trop petites pour l'usage du Cérémonieux.
Ces nouvelles salles se trouvent dans le secteur nord du palais andalou, à différents étages. Cette nouvelle facture mudéjare resta extraordinairement respectueuse de la construction déjà existante. La structure s'intègre parfaitement par ses trois salons de base rectangulaire culminant par des plafonds en bois, peints avec des motifs géométriques et naturels de couleurs vives.
Les arcades ressemblent à celles du patio de Sainte-Isabelle, l'intrados est en arcs lobulés. On trouve aussi une petite chambre de base carrée, couverte par une coupole octogonale en bois et une petite porte d'entrée formée par un arc pointu comprenant un intrados lobulé, circonscrite en un fin alfiz, dont l'écoinçon est décoré d'atauriques. Cette porte conduit à une triple loge de petits arcs en plein cintre. Cette pièce se situe au-dessus de la mosquée.

## Le palais des Rois Catholiques

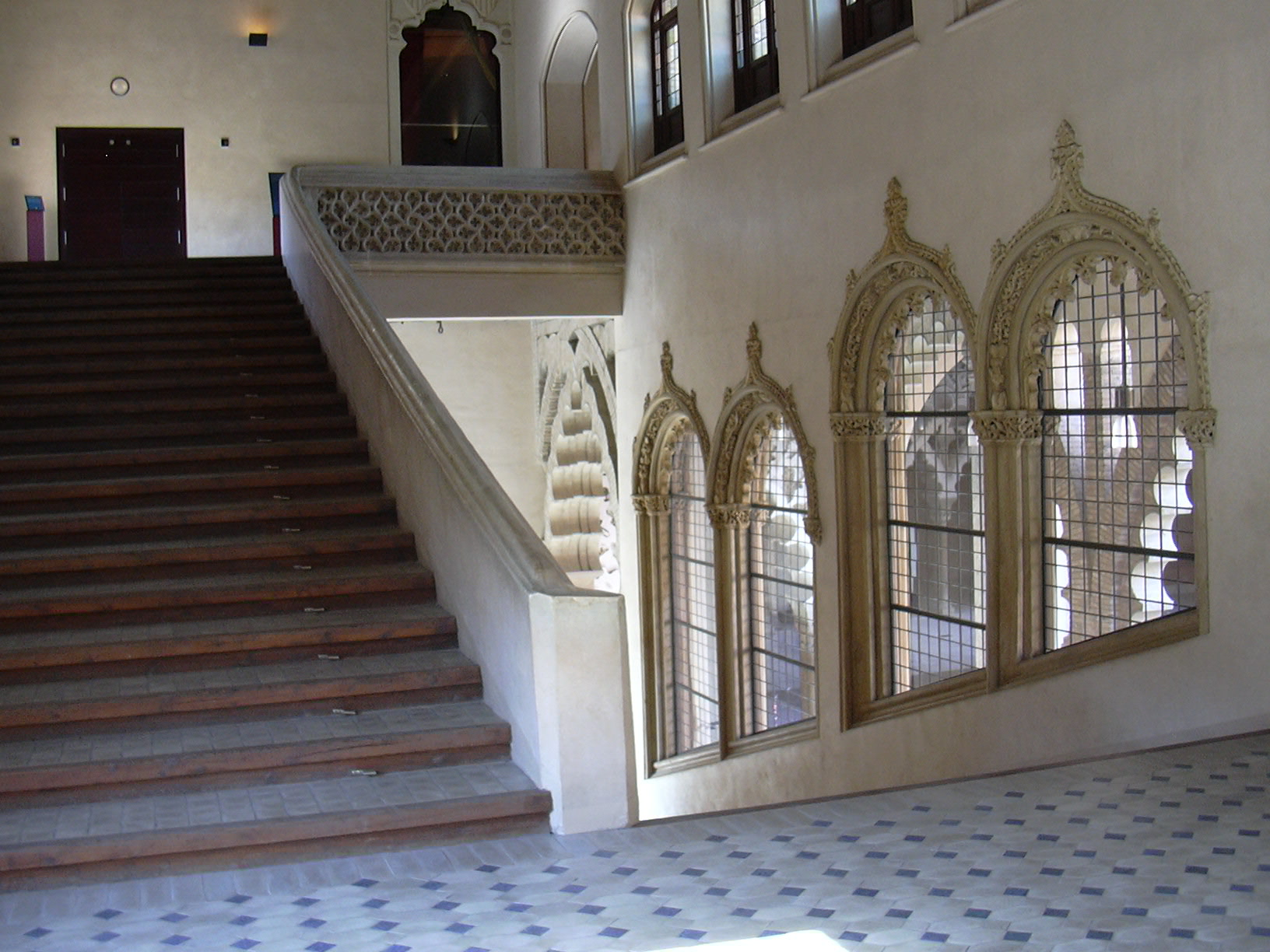
Escalier.

Durant les dernières années du XVe siècle, les Rois catholiques ordonnent la construction d'un palais dans l'aile nord de la structure andalouse, formant un deuxième étage au palais existant. Cette édification détruit les parties supérieures des chambres taïfas afin d'introduire les poutres qui supporteront le nouveau palais.
Ces travaux sont datés entre 1488 et 1495. Des architectes mudéjars, tels Faraig et Mahoma de Gali, y participèrent. Tout comme les architectes de Pierre IV (Yucef et Mohamat Bellito), ils suivirent la tradition des maîtres d'œuvre mudéjars de la Aljafería.
L'accès au palais se fait par l'escalier noble, une construction monumentale intégrée par deux amples tronçons encadrés par des garde-fous de plâtre géométriques peints à la chaux. L'escalier est lumineux grâce aux baies vitrées en plein cintre engrêlées de motifs végétaux de tradition gothique et d'influence mudéjare, couronnées en crochet sur la clé des arcs.
Le plafond est recouvert de somptueux entrevous transversaux disposés entre les poutres principales, décorés à la peinture à la détrempe représentant les motifs iconographiques propres aux rois catholiques : le joug et les flèches alternent des tableaux en grisaille de grottesco et a candilieri, annonçant les décorations typiques de la Renaissance.

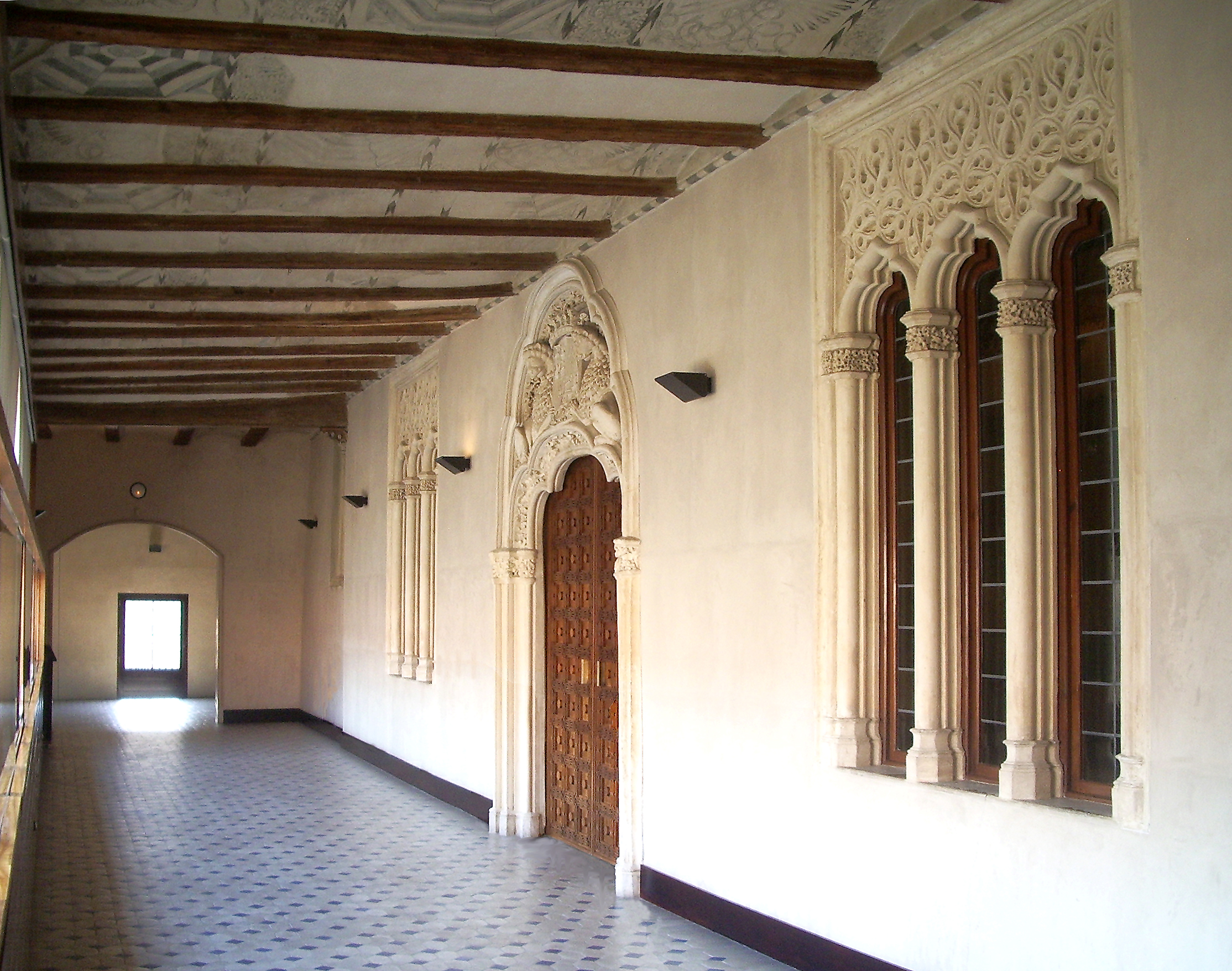
Couloir donnant accès aux salles nobles du palais des Rois catholiques. À droite, la porte de l'entrée principale.

L'escalier donne sur un couloir au premier étage, qui communique avec les dépendances royales. Il ouvre sur une galerie de colonnes de fûts torses reposant sur des bases sculptées de reliefs anthropomorphiques. Afin d'ériger ce mirador et les nouvelles dépendances, il fut nécessaire de sectionner les parties hautes des salons taïfas du XIe siècle ainsi que de placer devant le portique nord cinq piliers octogonaux. Ces piliers et les arcades appuyées derrière eux forment un nouvel antéportique, unissant les deux pavillons perpendiculaires andalous.
Sur la porte principale d'accès à la salle du trône, formée par un arc trilobulé outrepassé, est ornée d'un tympan de cinq lobules au centre duquel le blason de la monarchie des Rois catholiques est représenté : les blasons des royaumes de Castille, León, Aragon, Sicile et Grenade, soutenu par deux lions. La décoration se termine par une délicate ornementation végétale en chaux, qui se retrouve dans les chapiteaux des jambages. Le portail est entièrement travaillé en plâtre durci, le matériel prédominant dans les intérieurs de la Aljafería, car les artisans mudéjars perpétuent les matériaux et techniques de l'art musulman.
Deux amples baies vitrées de triple arc mixtiligne comprennent des jalousies à leurs clés : l'espace intérieur des salles royales est ainsi illuminé.

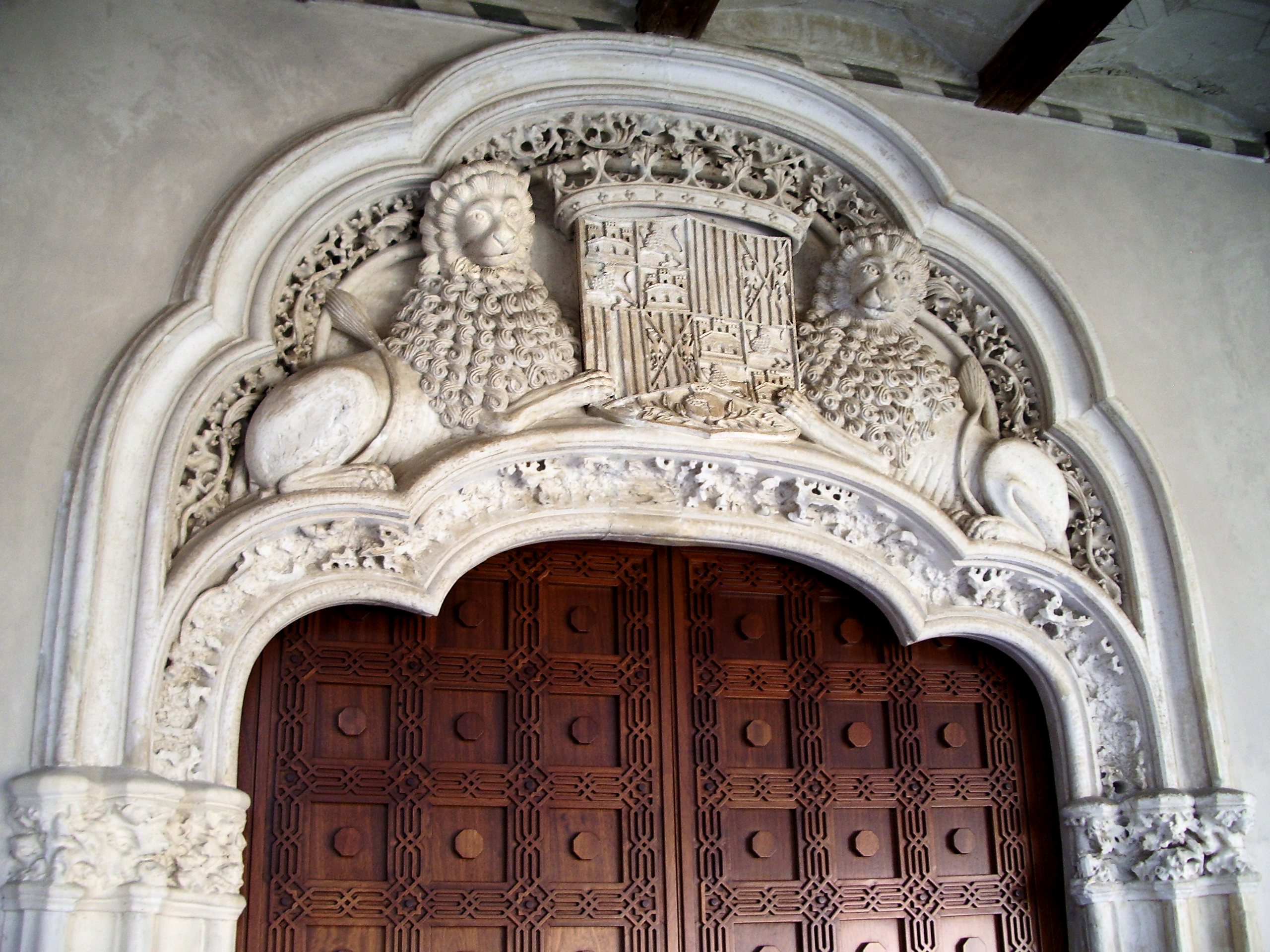
Arc du portail principal.

Au fond de la galerie, plusieurs salles sont disposées, précédant la salle du trône. Ces salles sont appelées « les salles des pas perdus ». Il s'agit de trois petites pièces de base carrée communiquant entre elles par de grandes baies vitrées avec des jalousies donnant sur le patio de Saint-Martin. Ces salles étaient utilisées comme antichambres, pour l'attente de ceux qui allaient être reçus par les rois.
Actuellement, seules deux de ces pièces sont visibles, la troisième a été fermée lors des restaurations visant à reformer la coupole de la mosquée. Son plafond a été déplacé dans une pièce attenante au salon du trône.
Les sols de ces salles sont remarquables : à l'origine, des carreaux de faïence carrés ou hexagonaux de céramique vitrifiée de couleurs formaient de capricieux liserés. Ils furent élaborés dans les historiques ateliers de poterie de Muel à la fin du XVe siècle. Les fragments conservés ont permis de reconstruire totalement les sols, avec de la céramique imitant la forme et la disposition originales. Cependant, la qualité des reflets vitrifiés est moindre.
Les plafonds de style mudéjar-rois catholiques sont constitués par trois magnifiques pièces de charpentiers mudéjars aragonais. Ces plafonds sont formés de deux réseaux géométriques en bois taillé, peint et plaqué à l'aide de feuilles d'or. Entre les différentes moulures, on observe les motifs héraldiques des Rois catholiques : le joug, les flèches et le nœud gordien qui s'unit au thème « Tanto monta » -c'est pareil- (afin de défaire le nœud gordien, il est pareil de le couper ou le dénouer, selon l'anecdote attribuée à Alexandre le Grand), ainsi que de multiples fleurons de feuilles se concluant par des pommes de pin retombant.

### La Salle du Trône

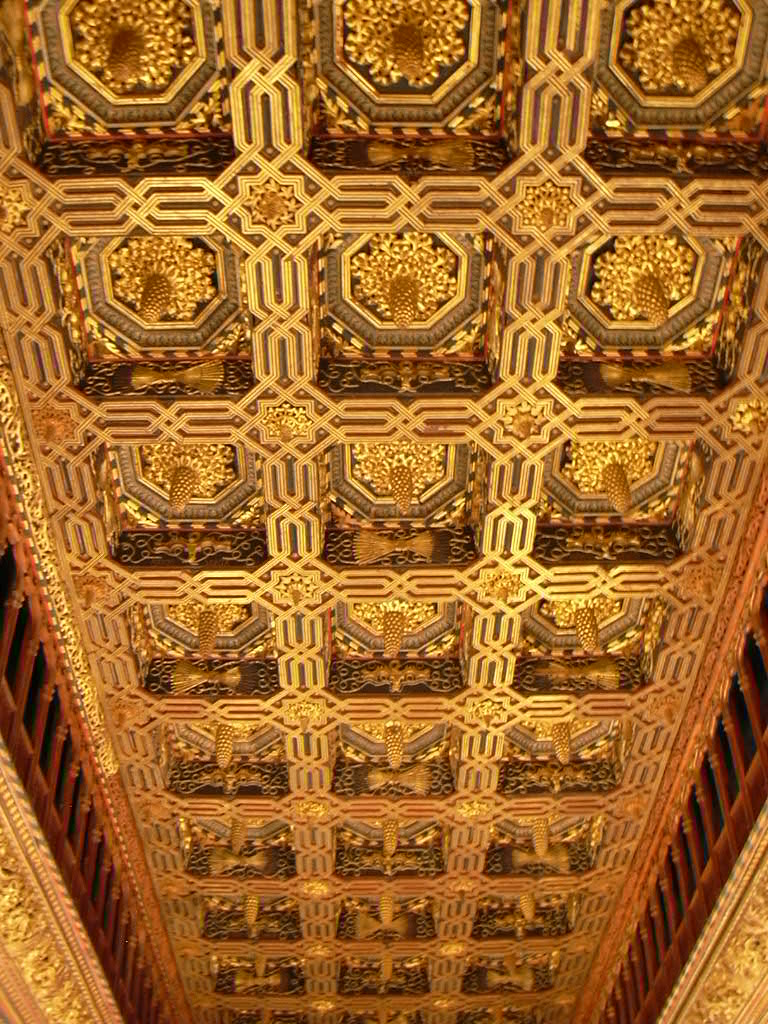
Plafond de la salle du trône.

Il est plus difficile de décrire la magnificence et somptuosité du plafond de la salle du trône. Ses dimensions sont considérables : 20 mètres de long sur 8 de large. Il est soutenu par d'amples poutres décorées par des liserés. Elles forment des étoiles à huit branches à leurs intersections, ainsi que trente profonds caissons.
L'intérieur de ces caissons est formé par des octogones avec un fleuron central de feuillage frisé se concluant en pommes de pin retombantes qui symbolisent la fertilité et l'immortalité. Cette structure était reflétée sur le sol : trente carrés avec leurs octogones.
Une galerie d'arcs en accolade permet le passage : les invités pouvaient contempler les cérémonies royales depuis cette galerie. Enfin, toute cette structure s'appuie sur une armature de moulures concaves en nacelle, ornées de motifs végétaux et zoomorphes (feuilles de vigne, raisin, dragons ailés, animaux fantastiques...). Sur la frise dessinée sur tout le périmètre de la salle apparaît une légende de calligraphie gothique :

« Ferdinandus, Hispaniarum, Siciliae, Corsicae, Balearumque rex, principum optimus, prudens, strenuus, pius, constans, iustus, felix, et Helisabeth regina, religione et animi magnitudine supra mulierem, insigni coniuges, auxiliante Christo, victoriosissimi, post liberatam a mauris Bethycam, pulso veteri feroque hoste, hoc opus construendum curarunt, anno salutis MCCCCLXXXXII. »

La traduction de cette inscription : « Ferdinand, roi des Espagne, de Sicile, de Corse et des Baléares, le meilleur des princes, prudent, valeureux, pieux, constant, juste, heureux, et Isabelle, reine, supérieur à toute femme par sa piété et sa grandeur d'esprit, éminents époux victorieux grâce à l'aide du Christ, après avoir libéré l'Andalousie des Maures, expulsé l'ancien et féroce ennemi, ordonnèrent l'édification de cette œuvre l'année du Salut 1492. »

## Époque moderne et contemporaine

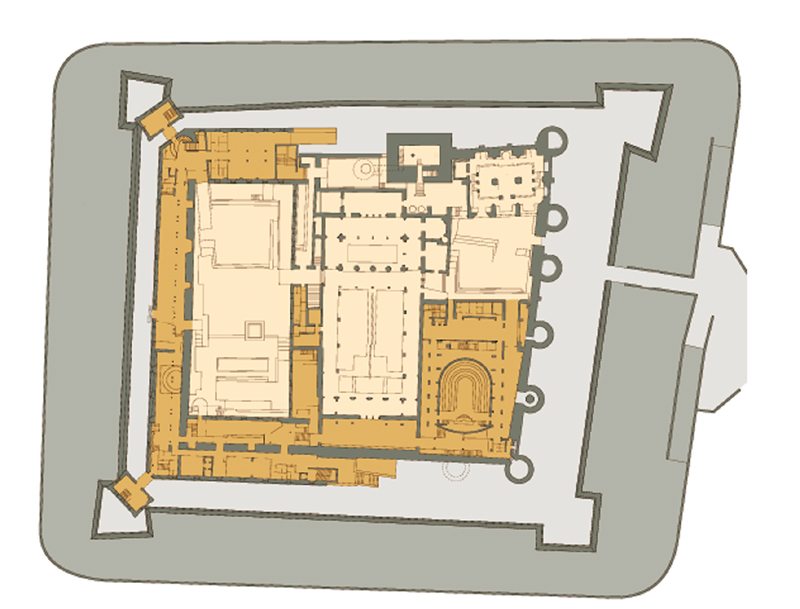
Plan de l'Aljaferia depuis 1998. En marron clair, l'hémicycle et les dépendances du Gouvernement d'Aragon. En gris, la fosse.

Au début de 1486, la zone du Patio de Saint-Martin fut destinée au siège du Tribunal du Saint Office de l'Inquisition, les dépendances voisines s'habilitèrent pour héberger les officiers de l'organisme. Il est probable que cette structure soit à l'origine de l'usage de la Tour du Trouvère comme prison.
Cette nouvelle fonction, qui se prolongea jusqu'au début du XVIIIe siècle, déclencha un événement qui culmina dans un projet de réforme sous les ordres de Philippe II, convertissant l'Aljaferia en base militaire. En 1591, lors des événements connus sous le nom d'Altérations de Saragosse, le secrétaire du roi Philippe II Antonio Pérez, pourchassé, appela Privilège de manifestation, accordé par les fors d'Aragon, afin de fuir les troupes impériales. Cependant, le tribunal de l'Inquisition jouissait d'une juridiction au-dessus de celles des royaumes, et ainsi, détint le secrétaire dans les prisons de la Aljafería, provoquant un soulèvement populaire, l'action entendue comme une violation du droit foral. Après l'action de l'armée royale, la révolte fut étouffée. Philippe II consolida la Aljafería comme une citadelle fortifiée sous son autorité afin de prévenir des révoltes similaires.
L'élaboration de l'œuvre, un édifice militaire « moderne », fut confiée à un ingénieur militaire de Sienne, Tiburzio Spannocchi. Il construisit un ensemble d'habitacles adossés aux murs sud et est, cachant les tours semi-circulaires dans leur intérieur. Cependant, sur la façade est, on peut toujours voir les tours encadrant la porte d'entrée et les suivantes. Autour de l'édifice complet, un mur crénelé fut érigé, laissant un espace de ronde. Aux quatre coins, des bastions pentagonaux se construisirent : on peut encore en voir les bases actuellement. L'ensemble du bâtiment était entouré par une fosse de 20 m de large qui, en 1982, fut à nouveau creusée sur l'initiative de l'architecte Ángel Peropadre Muniesa. On la franchissait grâce à deux ponts-levis sur les façades est et nord. Cette structure est reflétée dans les plans de la Aljafería telle que nous la connaissons après la restauration effectuée en 1998.
La Aljafería de Spannocchi ne souffrit pas de changements substantiels avant 1705. Lors de la Guerre de Succession d'Espagne elle fut le quartier de deux compagnies des troupes françaises : les barricades de la muraille basse de la fosse furent fortifiées par l'ingénieur militaire Dezveheforz.
La transformation définitive comme quartier militaire se produisit par l'initiative de Charles III. Les façades furent entièrement remodelées : nous pouvons voir aujourd'hui cette transformation sur la façade occidentale. Les espaces intérieurs furent utilisés comme dépendances pour les soldats et officiers qui résidaient dans l'édifice. Dans le tiers ouest du palais, une ample cour d'Armes se configura, donnant accès aux chambres des différentes compagnies. Réalisées avec simplicité pour une fin de fonctionnalité, ces constructions suivent l'esprit rationaliste de la seconde moitié du XVIIIe siècle. En 1862 furent ajoutées quatre tours néogothiques, dont actuellement celles des angles nord-ouest et sud-ouest sont conservées.
Au milieu du XIXe siècle, Mariano Nougués Secall (es) avertit l'État de la détérioration des vestiges andalous et mudéjares du palais : dans son rapport rigoureux datant de 1845 intitulé Description et histoire du château de la Aljafería, il appelait à préserver ce précieux ensemble historique et artistique. La reine Isabelle II apporta des fonds pour la restauration. Une commission fut créée en 1848 pour la mener à bien. Cependant, en 1862, la Aljafería n'était plus propriété du Patrimoine Royal, mais du Ministère de la Guerre : la restauration ne put donc avoir lieu et l'état du palais se détériora encore.
Ce n'est qu'en 1947 que l'architecte Francisco Íñiguez Almech (es) entreprit, presque en solitaire, les tâches de restauration intégrale qu'il continua jusqu'à sa mort, en 1982. Cet effort monumental se trouva récompensé avec les actions successives d'Ángel Peropadre, Juan Antonio Souto (pour le travail archéologique). Ainsi, à partir de 1985, Luis Franco Lahoz (es) et Mariano Pemán Gavín prirent en charge l'intégration du Parlement d'Aragon dans la structure du palais. En 1998, la Aljafería a été inaugurée comme monument historique et d'importance artistique par le prince Felipe de Borbón.

## Liens